# Letecké muzeum Fudži
Letecké muzeum Fudži (dříve muzeum Kawagučiko) je soukromé muzeum v obci Narusawa v prefektuře Jamanaši v Japonsku. Nachází se v blízkosti hory Fudži. Vzniklo roku 1981. Zaměřuje se na letectví a automobilismus. V jeho sbírkách jsou mimo jiné historické automobily, vzácné japonské letouny z doby druhé světové války, poválečné letouny, motory, vrtule a další artefakty. Vystavené exponáty se nacházejí ve venkovní i vnitřních expozicích. Muzeum otvírá pouze na jeden měsíc v roce (srpen). Zbytek roku se věnuje renovacím historických letounů.

## Historie
Zakladatelem muzea je bývalý automobilový závodník a obchodník s automobily Nobuo Harada. Harada se od dětství zajímá o letectví. Zároveň je pamětníkem druhé světové války a v sedmi letech ztratil domov při amerických náletech na Tokio. Proto se rozhodl financovat záchranu druhoválečných letounů rozesetých po někdejším pacifickém válčišti. Zaměřil se na ostrov Yap, neboť v okolí tamního mezinárodního letiště se nacházelo několik vraků japonských letadel. Roku 1980 jím financovaný tým vyzvedl dva stíhací letouny A6M2 Model 21 (čísla 91518 a 92717) a dva A6M5 Model 52 (čísla 1493 a 4708), které byly restaurovány a vystaveny v Japonsku, z toho tři v jeho vlastním muzeu. Pro vojenské muzeum Jušukan Haradův tým zrekonstruoval stíhačku A6M5 Model 52 (číslo 4168), nalezenou v Rabaulu a střemhlavý bombardér Jokosuka D4Y, který rovněž pocházel z ostrova Yap.
Roku 1981 Harada otevřel své vlastní muzeum. Součástí jeho sbírek jsou tři stíhací letouny A6M, z nichž restaurovány byly letouny A6M2 Model 21 (91518) a A6M5 Model 52 (1493) a další A6M2 Model 21 (92717) je nekompletní, protože posloužil jako zdroj náhradních dílů pro ostatní letouny. Dalšími muzeem renovovanými letouny jsou dva exempláře armádního stíhacího letounu Nakadžima Ki-43 (po jednom verze Ki-43-I a Ki-43-II), což jsou jediné originální letouny tohoto typu dochované v Japonsku. Jeden z letounů Harada získal roku 2013 jako vrak z Britského muzea. Zajat byl v lednu 1945 na ostrově Nová Guinea.
V muzeu je vystaven trup bombardéru Micubiši G4M2 Model 22 (12017), který byl vytvořen s využitím ocasu originálního letounu nalezeného v 80. letech na ostrově Yap. Renovace ocasu byla dokončena roku 1998.
Roku 2015 Harada získal vzácný vrak průzkumného letounu Nakadžima C6N, pocházející původně z ostrova Weno.
Další repliky v muzeu představují letouny Wright Flyer, Jokosuka K5Y a Jokosuka MXY7. V muzeu jsou i další poválečné letouny, převážně typy provozované japonskými ozbrojenými silami.

## Exponáty
- Curtiss C-46 Commando

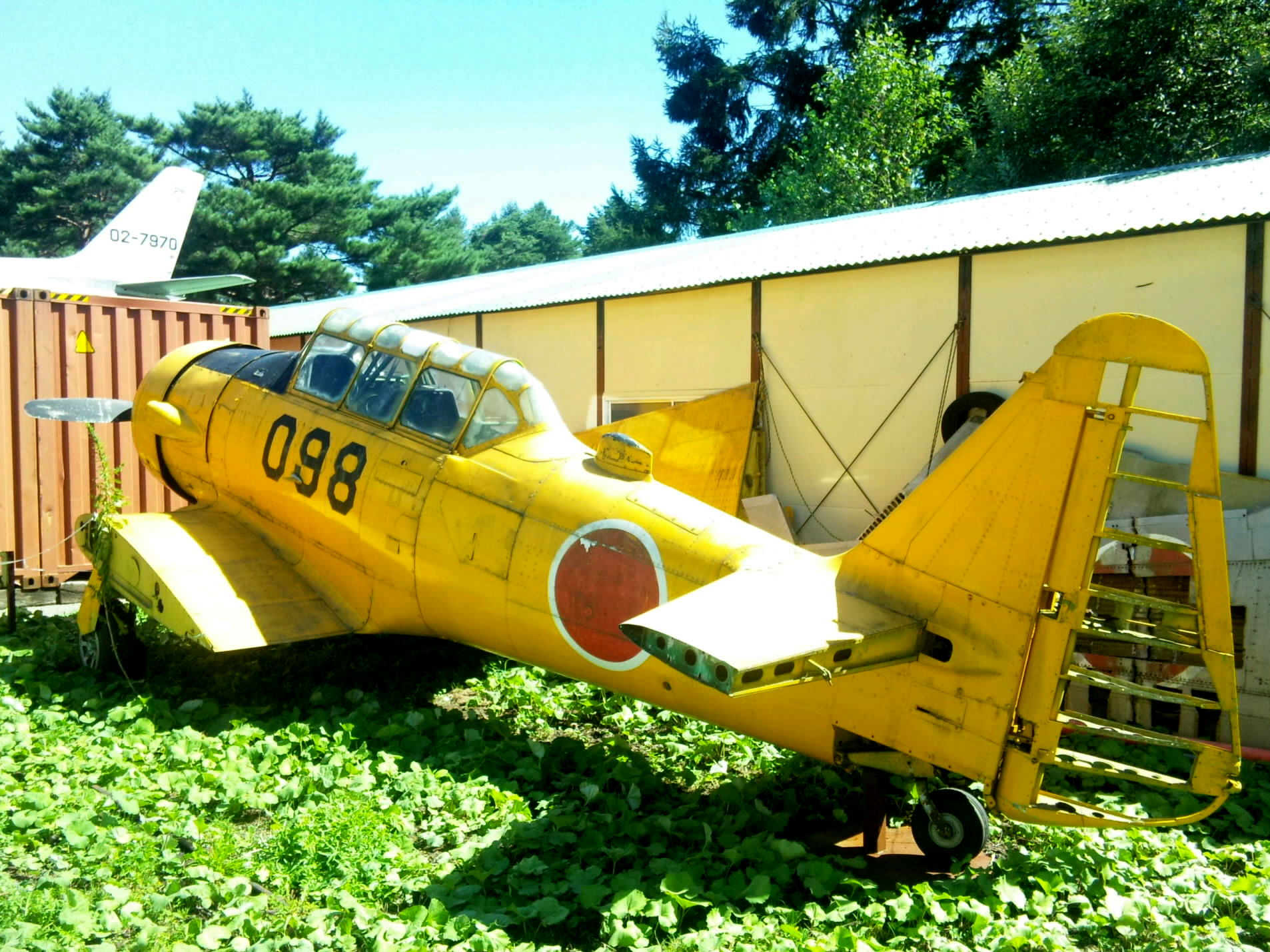
North American T-6G Texan

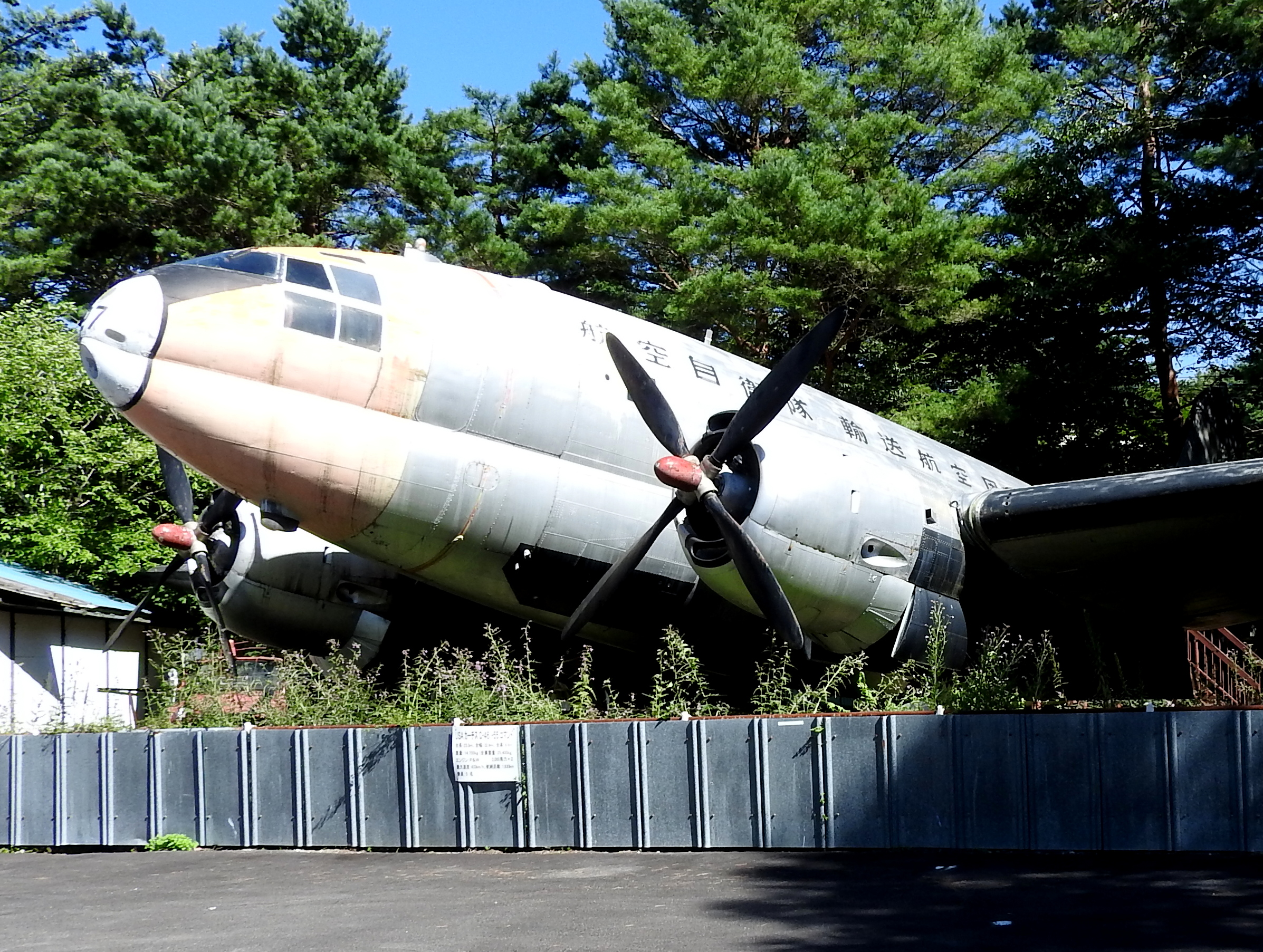
Curtiss C-46 Commando

- Grumman S2F Tracker (přední část trupu)
- Jokosuka K5Y (replika)
- Jokosuka MXY7 (replika)
- Lockheed T-33A Shooting Star
- Lockheed F-104 Starfighter
- Micubiši A6M2 Model 21 (91518)
- Micubiši A6M5 Model 52
- Micubiši G4M2 Model 22 (trup, přední část je replika)
- Nakadžima C6N
- North American F-86F Sabre
- North American T-6G Texan
- Piper L-19B Super Cub
- Sikorsky H-19C Chickasaw (trup)
- Wright Flyer (replika)

## Galerie

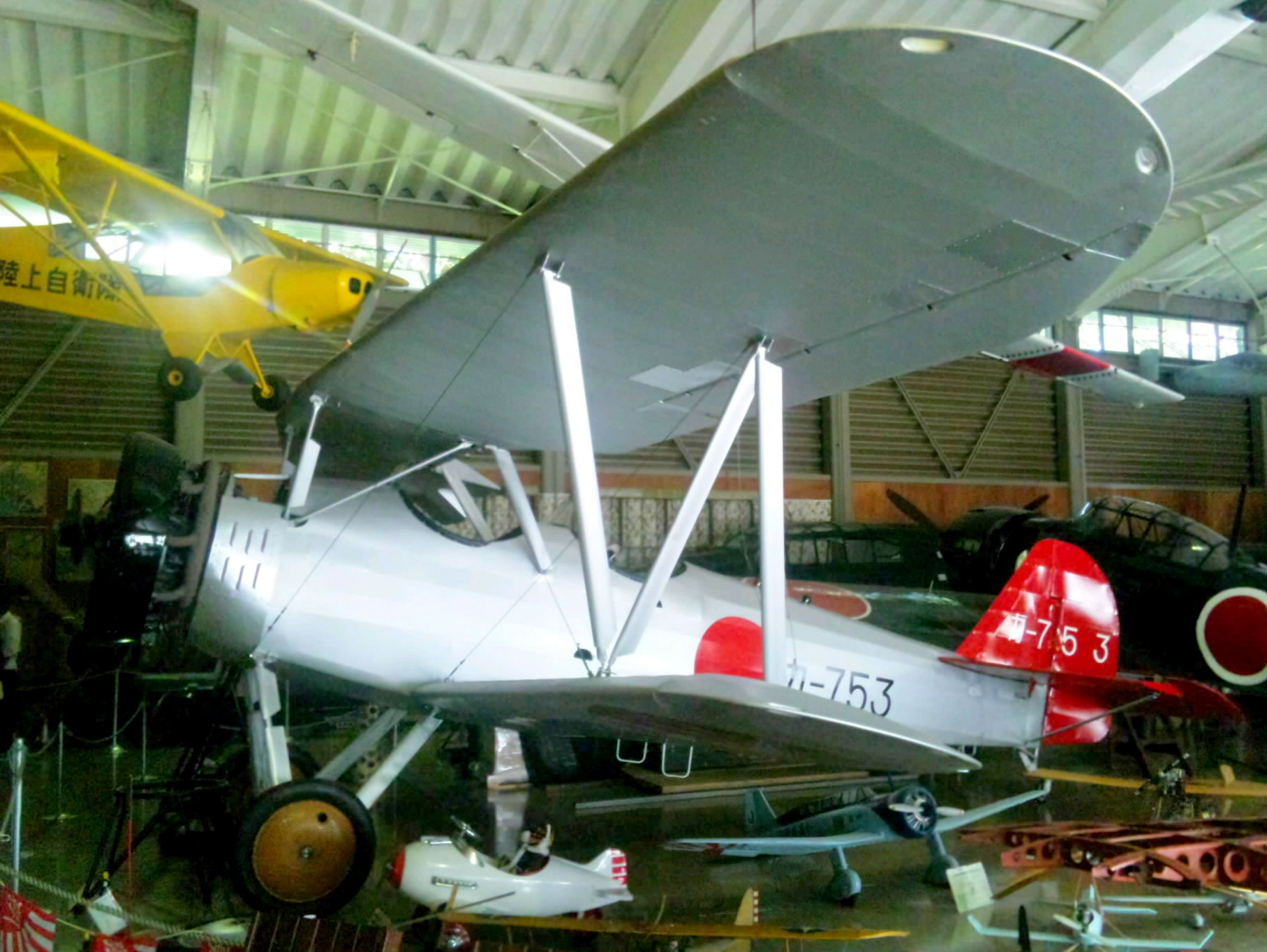
Jokosuka K5Y (replika)
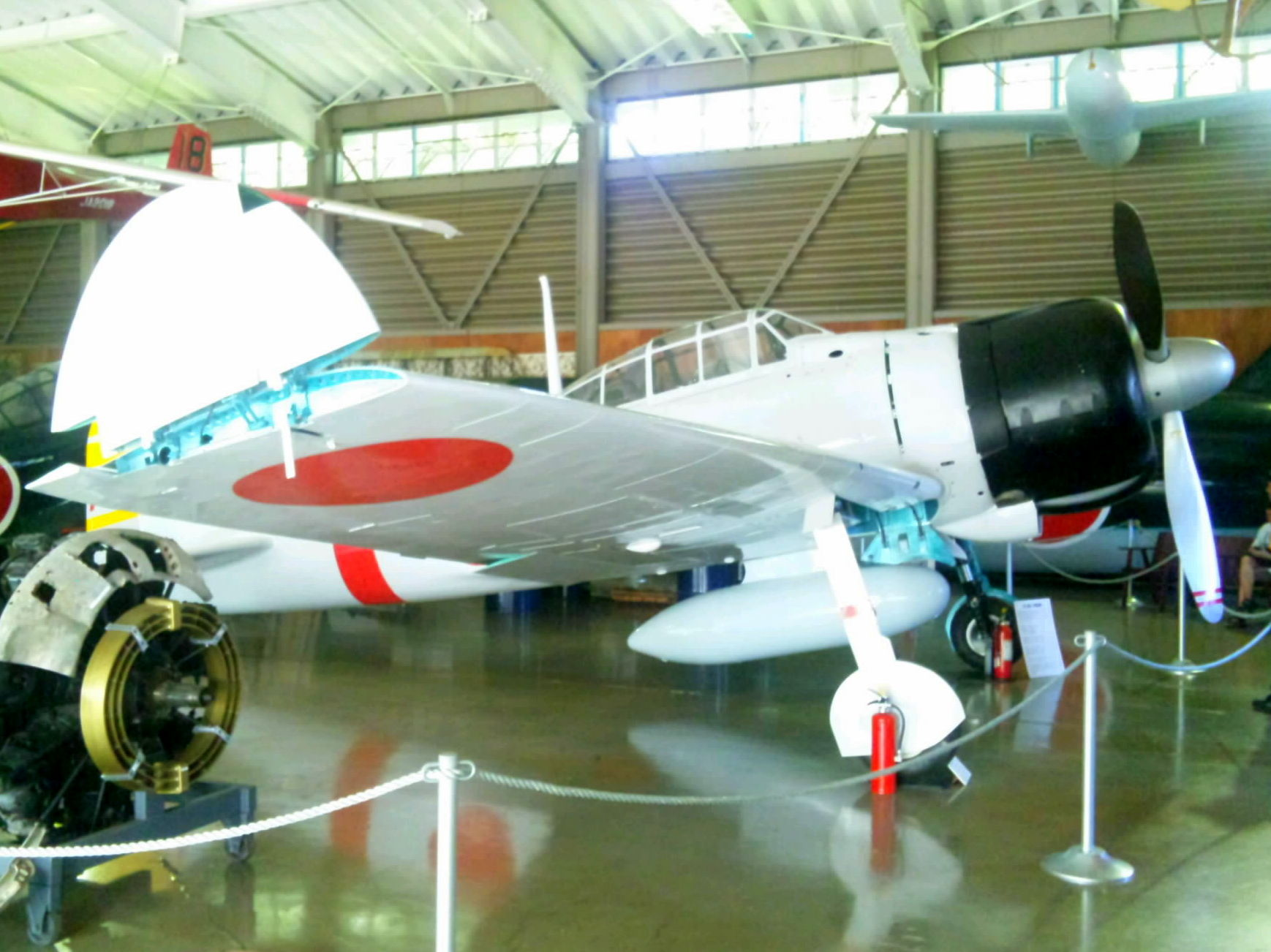
Micubiši A6M2 Model 21
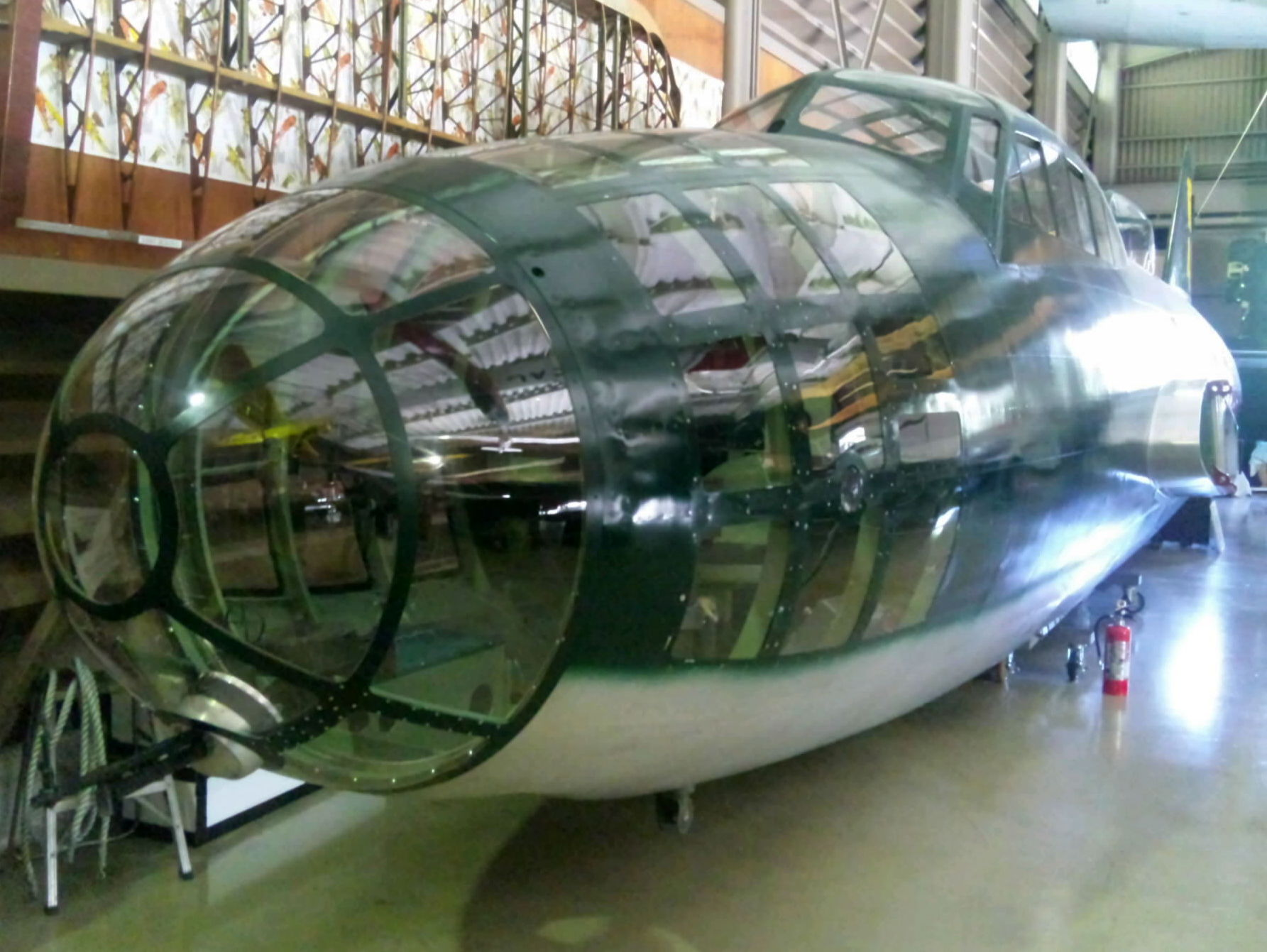
Trup bombardéru Micubiši G4M2 je zčásti replika
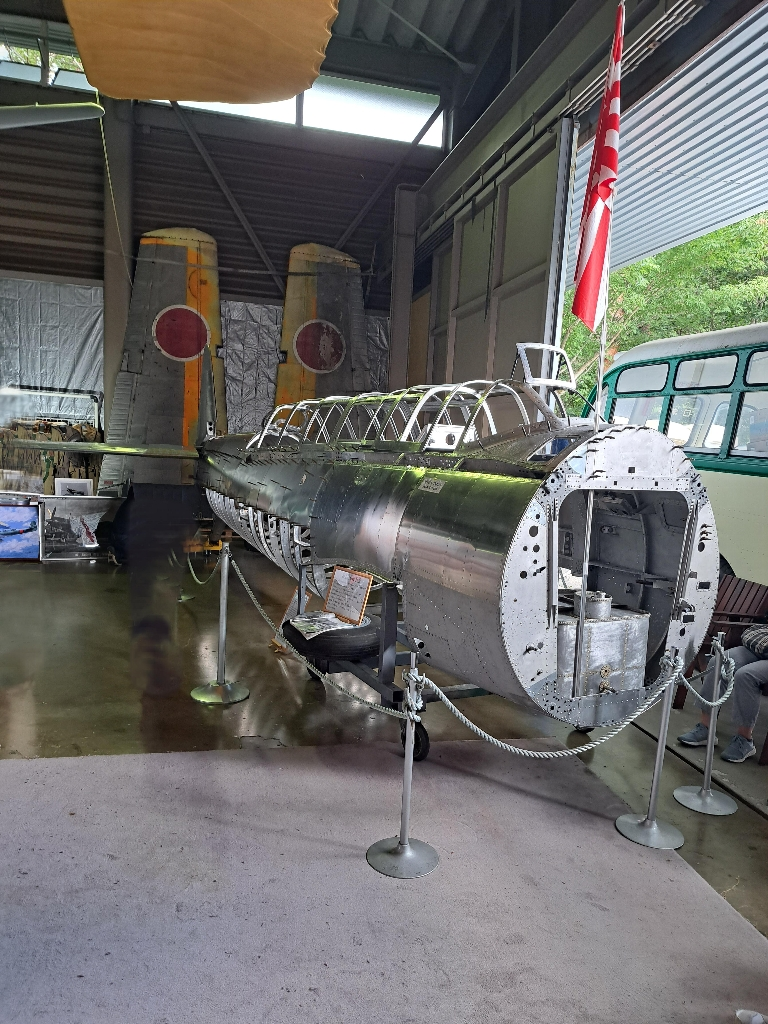
Průzkumný letoun Nakadžima C6N prochází postupnou renovací
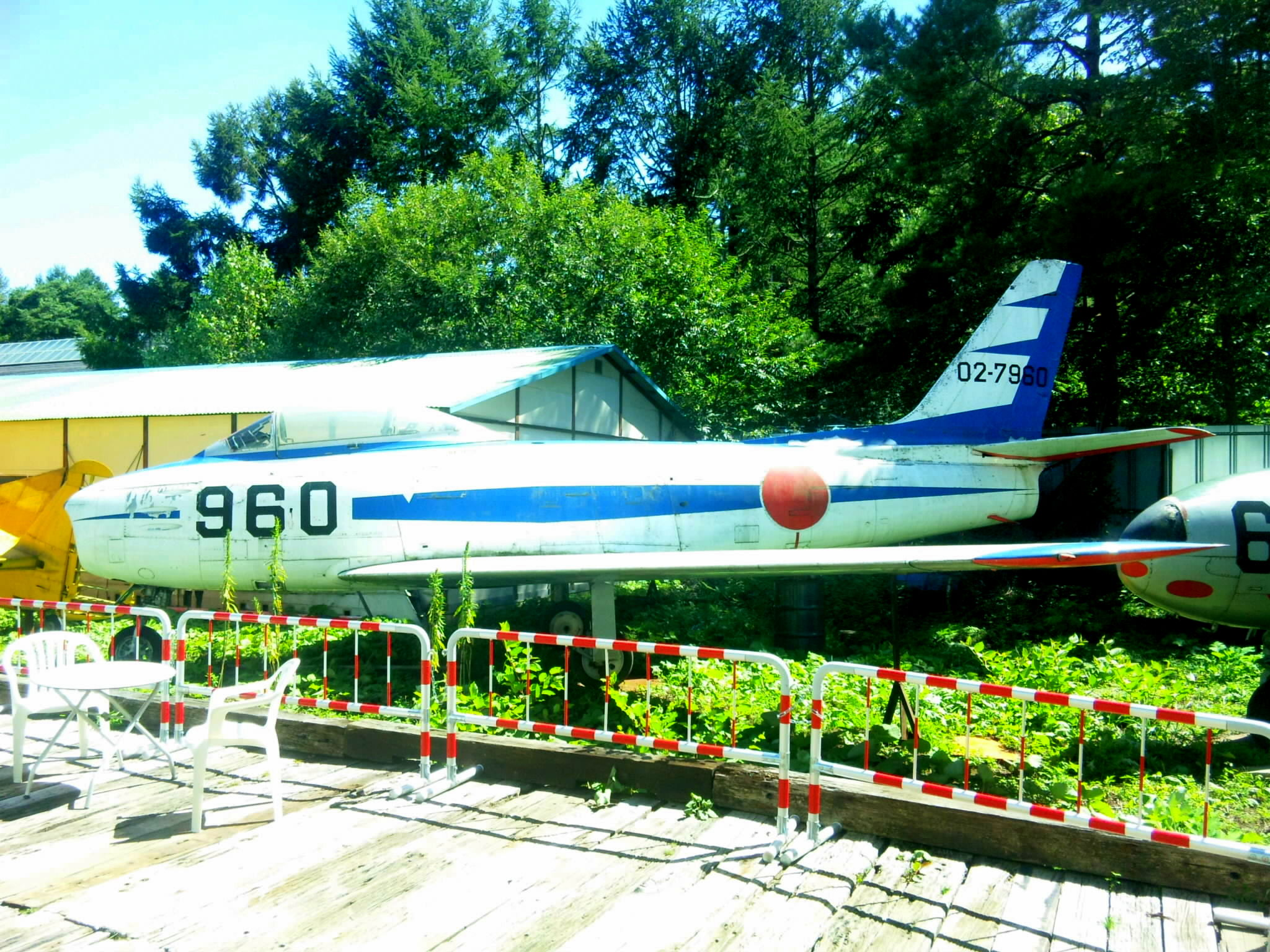
North American F-86F Sabre
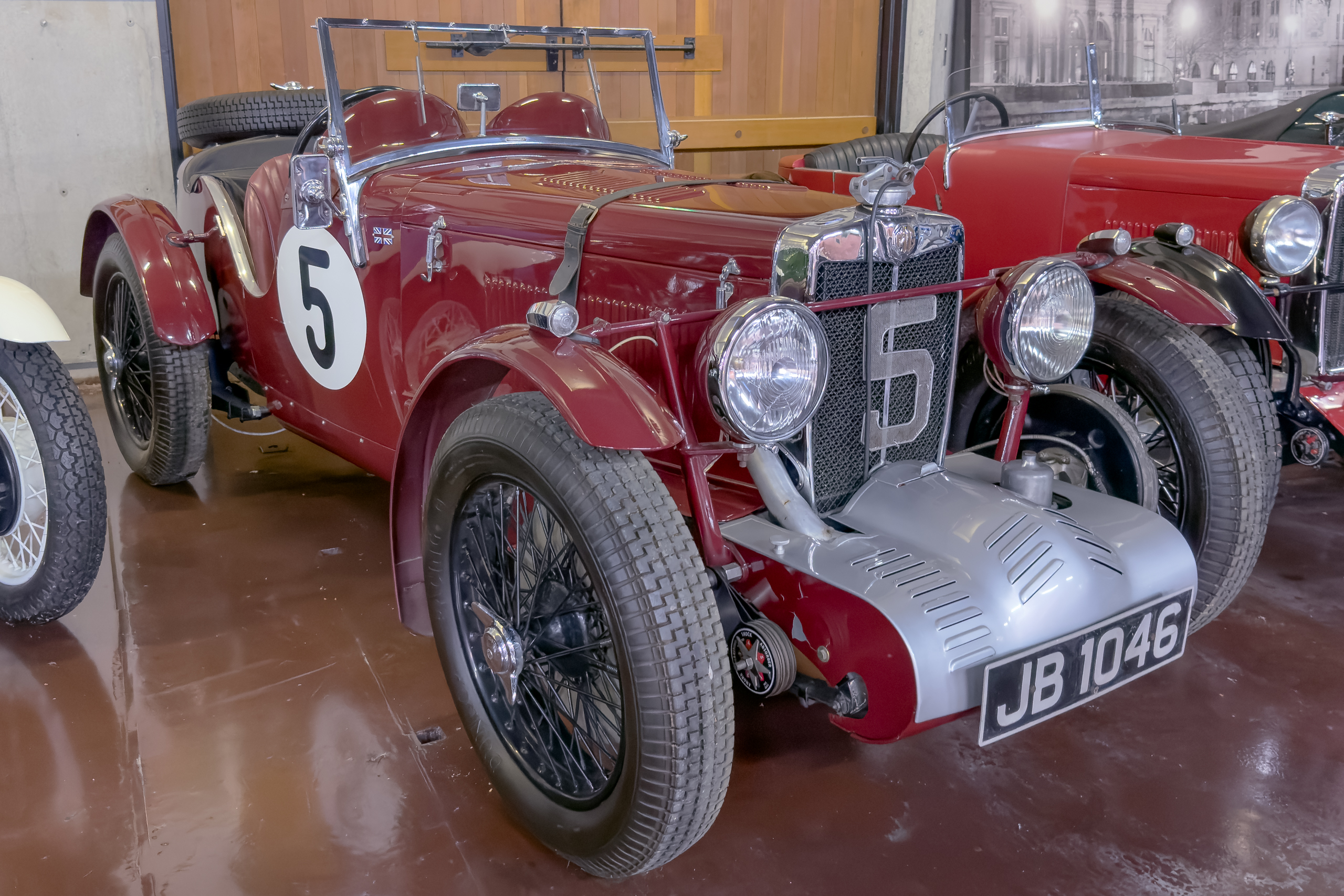
MG K3 Magnette